# Mick Kearns
Michael "Mick" Kearns (født 26. november 1950 i Banbury, England) er en engelskfødt irsk tidligere fodboldspiller (målmand).
Kearns spillede hele sin 16 år lange karriere i engelsk fodbold, hvor han blandt andet repræsenterede Walsall, Wolverhampton Wanderers og Oxford United. Kun tiden hos Wolverhampton var i den bedste række, mens de øvrige klubber spillede lavere nede i ligasystemet under Kearn's ophold. For det irske landshold spillede han 18 kampe i perioden 1970-1979.